# Телехирургија
Телехирургија, хирургија на даљину или сајбер хирургија је савремена метода у медицини која омогућава лекарима да изврша операцију на пацијенту иако се физички не налази на истој локацији. Овај облик телеприсуства изводи се уз помоћ хируршких роботизованих система који се углавном састоји од једне или више руку (које контролише хирург), главног контролера (конзоле) и сензорног система који даје повратну информацију кориснику.
Телехирургија комбинује елементе роботике, телекомуникација као што су везе за пренос података велике брзине и елементе управљачких информационих система. Док је поље роботске хирургије прилично добро успостављено, већину ових робота контролишу хирурзи који нису на локацији операције. Телехирургија је даљински рад за хирурге, где је физичка удаљеност између хирурга и пацијента мање релевантна. Ова метода омогућава да стручност специјализованих хирурга буде доступна пацијентима широм света, без потребе да пацијенти путују изван своје локалне болнице.
У савременим добро опремљеним војскама и савреним ратовима војни санитет на ратиштима, суочава се неохоодношћу за хируршким операцијама одређеног нивоа, а на на неким локацијама нема увек  лекаре специјалиста који су способни да се носе са том врстом операција и у том контексту примена телехирургије и хируршких робота нашла је посебно место.

## Хируршки робот
Хируршки робот, дефинисан је као аутоматски механички оператер којим управља електронски мозак, Он припада сектору биомедицинског инжењеринга и алат је од великог значаја у савременој медицини.   Овај систем операција је уступио место подршци, путем телематских модалитета, различитим врстама интервенција, омогућавајући хирургу да ради у мирним условима и са мање напетости, добијајући огромне предности у смислу уштеде трошкова и благовремене интервенције медицинског особља.
Оваква роботска телехирургија ће моћи да се примењује како на ратиштима тако и за обављање операција не тешко приступачним местима, па чак и у свемиру посебно за операције техником званом лапароскопијом. Том техником у тело пацијента се кроз мале прорезе убацују сонде као и минијатурна камера, хирург помоћу ручних команди обавља операцију седећи за видео екраном.

## Хируршки системи
Хируршки роботски системи су развијени од првог функционалног телехирушког система-ЗЕУС-до хируршког система Да Винчи, хируршки робот, који је тренутно једини комерцијално доступан хируршки роботски систем. У Израелу је компанију за израду ових робота основао професор Моше Шохам, са Машинског факултета у Техниону. Да Винчи хируршки робот користе  се углавном за операције „на лицу места“, ови роботи помажу хирургу визуелно, са бољом прецизношћу и мање инвазивности за пацијенте обављају сложене операције.  Да Винчи хируршки систем такође може да се комбинује и да формира Дуални Да Винчи систем који омогућава рад два хирурга истовременои на пацијенту у исто време. Систем даје хирурзима могућност да контролишу различите руке, мењају команду рукама у било ком тренутку и комуницирају преко слушалица током операције.
Роботски хируршки систем се састоји од три кључне компоненте:
- хируршке конзоле, на којој хирург контролишу све функције система.
- колица на страни пацијента са роботским рукама које носе хируршке инструменте.
- ендоскопске камере, који пружа 3Д приказ хируршке локације високе дефиниције.

Системи  Да Винчи опремљени су хируршким инструментима који опонашају природне покрете руку хирурга, али са већом спретношћу проширеним опсегом покрета. Тиме је омогућени високо прецизни резови, шивање и дисекције, што превазилази тачност традиционалне лапароскопске хирургије. Поред тога, систем укључује технологије смањења тремора и скалирања покрета, што још више усавршава хируршку прецизност.

## Предности
Примарна предност телемедицинских хируршког система је њихова могучност да олакшају рад и трумо применом минимално инвазивне процедуре, захтевајући само мале резовеа не велика отворена рана. Ово резултује:
- смањеним губитком крви,
- краћим боравком у болници,
- краћим временом опоравка,
- мањим ризиком од компликација,
- безбедним и прецизнијим радом хирурга нпр. у ратним условима,
- збрињавањем болесника на удаљеним локацијама, па чак и у свемиру.
- решавање проблема недостатка хирурга у појединим регионима.

Телехирургију нашироко користе разне хируршке специјалности, укључујући урологе, гинекологе, опште хирурге и кардиоторакалне хирурге, очне хирурге итд.

## Ограничења
За сада, хирургија на даљину није широко распрострањена технологија делимично зато што нема спонзорство од стране влада.појединих земаља. Пре него што буде прихваћен на ширем плану, мораће да се реше многа питања, на пример:
- успостављање сигурних веома брзих веза између две локације,
- успостављање клиничких протокола,
- обука кадрова,
- глобална компатибилност опреме.

Друго технолошко ограничење је ризик од сметњи у комуникацијама (хаковање), нарочито када је у питању примена телехирургије у војсци.
Такође, и даље постоји потреба за присуством анестезиолога и резервног хирурга на месту интервенције у случају да дође до прекида комуникације или квара у роботу.
И поиред ових ограничења доказано је да технологија која постоји данас омогућаваа пружање стручне неге у удаљеним деловима света.